# Ilse Englberger
Ilse Englberger (geb. Buchholz; * 11. April 1906 in Dortmund; † 20. Juni 1991 in Berlin) war eine deutsche Malerin und Grafikerin.

## Leben und Werk
Ilse Buchholz besuchte von 1925 bis 1929 die Kunstgewerbeschule Dortmund und danach die Folkwangschule Essen, wo Wilhelm Pötter, Josef Urbach und Karl Rössing ihre Lehrer waren. In Essen lernte sie ihren späteren Ehemann Otto Englberger kennen. Ihm folgte sie jeweils, wenn dieser eine neue berufliche Position antrat, 1945 nach Blankenfelde, später nach Berlin und 1951 nach Weimar, wo sie im Pogwisch-Haus lebten. Das idyllische Umfeld des Hauses regte Ilse Englberger zu einer Anzahl von Bildern an. 1956 gehörte sie mit weiteren Malern, u. a. Lea Grundig, Bert Heller und Otto Nagel, zu den ausgewählten Illustratoren eines Buches, das zum 80. Geburtstag von Wilhelm Pieck vom Ministerium der Kultur herausgegeben wurde. Sie unternahm u. a. 1980 einer Studienreise nach Vietnam.
1988 zog Ilse Englberger wieder nach Berlin. Sie war Mitglied des Verbands Bildender Künstler der DDR und wurde mit dem Kunstpreis der Stadt Weimar geehrt. Drei ihrer Ölgemälde befinden sich im Bestand des Archivs der Moderne der Bauhaus-Universität Weimar.

## Werke (Auswahl)

### Malerei und Zeichenkunst
- Freundschaft (1953, Öl, 100 × 80 cm; auf der Dritten Deutschen Kunstausstellung)[4]
- Ausländerstudium in Leipzig (1962, Öl, 108 × 166 cm; auf der Vierten Deutschen Kunstausstellung)[5]

- Vorfrühling (um 1962, Öl; auf der Fünften Deutschen Kunstausstellung)[6]
- Junge indische und europäische Musikerinnen (vor 1965, Öl)[7]
- Straßenverkäufer, Hanoi (1980, Zeichnung, 14 × 22 cm)[8]

### Buchillustrationen
- Reiner Kerndl: …und keiner bleibt zurück! Verlag Neues Leben, Berlin, 1953

## Ausstellungen

### Personalausstellungen
- 1981 Weimar, Kunstsammlungen zu Weimar (mit Monika Hellmuth-Claus, Gisela Richter und Petra Wiegand)

- 1986 Weimar, Galerie im Cranachhaus

### Ausstellungsbeteiligungen
- 1945: Blankenfelde, Karl-Liebknecht-Schule („Kunstausstellung des Kreises Teltow. Bezirk III“)
- 1949: Potsdam, Kunstausstellung Brandenburg
- 1953, 1958, 1962/1963 und 1972/1973: Dresden, Dritte bis Fünfte Deutsche Kunstausstellung und VII. Kunstausstellung der DDR
- 1964: Berlin, Nationalgalerie („Unser Zeitgenosse“)
- 1970: Berlin, Altes Museum („Im Geiste Lenins“)
- 1974: Potsdam, Bezirkskunstausstellung
- 1974: Erfurt („Kunst für uns“)
- 1975, 1979 und 1984: Erfurt, Bezirkskunstausstellungen
- 1980: Erfurt, Kunstausstellung Erfurt